# 伊勢野重任
伊勢野 重任（いせの しげたか、1903年（明治36年）11月11日 - 1982年（昭和57年）4月7日）は、日本の脚本家である。名の読みは「しげとう」とも。映画で2度リメイクされたオリジナル脚本『國士無双』の作者として知られる。

## 来歴
1903年（明治36年）11月11日、鳥取県に生まれる。
愛媛県松山市に移り、1922年（大正11年）3月、旧制・愛媛縣松山中學校（現在の愛媛県立松山東高等学校）を卒業し、東京に移って、東京府東京市麹町区有楽町（現在の東京都千代田区有楽町）にあった東京市役所に務める。中学校の同級生に重松鶴之助（1903年 - 1938年）がおり、先輩には伊藤大輔（1898年 - 1981年）、伊丹万作（1900年 - 1946年）、中村草田男（1901年 - 1983年）がおり、伊藤・伊丹を頼り、映画界に入る。
片岡千恵蔵プロダクションに入社、記録に最初に登場するのは、満28歳のとき、1932年（昭和7年）1月14日に公開された片岡千恵蔵主演、伊丹万作監督・脚本による、白川小夜子の千恵プロ入社第1回作品と銘打たれたサイレント映画『國士無双』の「原作」であり、これが伊勢野の代表作となり、映画でもテレビ映画でもたびたびリメイクされている。同作の「脚本」についてであるが、同作を配給した日活の「日活データベース」の記述や、東京国立近代美術館フィルムセンターが所蔵する21分の尺長しか現存しない上映用プリントには、「原作・脚本」ともに伊勢野の名がクレジットされている。『トーキーの時代 講座日本映画 3』（1986年）には、「伊勢野重任とは伊勢の住人で、名をあかさないところがこの作の原作者としてふさわしい」と記述されているが、伊勢野の名の由来は無根拠なまったくの俗説であり伊勢（三重県）の住人でもなく、本名である。猪俣勝人は『日本映画名作全史 戦前篇』において、『國士無双』について「原作脚本とも伊勢野重任のペンネーム」「原作脚色、伊勢野重任、つまり監督もふくめてすべて伊丹万作の作」と記述し、「伊勢野重任」を伊丹万作の筆名としているが、これも無根拠である。
1934年（昭和9年）7月12日に公開された山中貞雄監督・脚本による『足軽出世譚』のプリントは現存しないが、同作の「原作」にクレジットされている。1935年（昭和10年）には、片岡千恵蔵プロダクションを離れ、日活京都撮影所に移籍、高勢実乗・鳥羽陽之助の「極楽コンビ」による『極楽武勇伝』（監督久見田喬二）のオリジナルストーリーを書いている。新藤兼人の『日本シナリオ史 上』（1989年）には、「千恵蔵プロの解散後（昭和11年）映画界から姿を消すである」とあるが、伊勢野が同プロダクションの作品を書かなくなったのは日活京都撮影所への吸収合併（1937年）より以前であり、映画界から姿を消したのではなく、東京に移動しているだけである。片岡千恵蔵プロダクションの脚本部に在籍したのは1936年（昭和11年）までであり、日活京都撮影所脚本係には1937年に正式に移籍したという記録がある。
1938年（昭和13年）あるいは1939年（昭和14年）には京都を離れ、東京・巣鴨の大都映画に入社しており、同年に同社の女優で12歳年下の大山デブ子（当時24歳、1915年 - 1981年）と結婚、撮影所内で結婚披露宴を行った。この二人を引き合わせたのは、同社の剣戟俳優・松山宗三郎こと小崎政房であり、「デブちゃんを貰わないか」と伊勢野に声をかけたのだという。同社では、1940年（昭和15年）中に、妻の出演した『青春万才』『木曾路八宿』を含め、12本の脚本・原作を書いた。満38歳を迎える1941年（昭和16年）、引退した大山デブ子とともに、東京を離れて松山市内に戻った。1942年（昭和17年）には、寺院に身を寄せる伊丹万作夫人や洲之内徹と交流があった。大山との間に2人の男児をもうけた。
第二次世界大戦の終結後は、松山に留まって地元放送局のドラマ台本などを手掛け、同地の文化人たちとも交流を深めた。そのかたわら、1953年（昭和28年）9月15日に公開された、片岡千恵蔵主演、萩原遼監督による『青空大名』の脚本を結束信二とともに共同で手がけ、満50歳を目前にしてにわかに同作のみ、戦後映画界に復帰した。1967年（昭和42年）に放映された連続テレビ映画『剣』では、篠田正浩が監督した第17回『珍説天保水滸伝』を橋本忍と共同で、1968年（昭和43年）に放映された連続テレビ映画『旅がらすくれないお仙』では、河野寿一が監督した第2回『くれないに燃えたの』をふたたび結束信二と共同で、それぞれ脚本執筆している。
1981年（昭和56年）7月16日には、妻の大山デブ子を失う（満66歳没）。翌1982年（昭和57年）4月7日、伊勢野も心不全のため松山市内で死去した。満78歳没。没後4年が経過した1986年（昭和61年）10月25日、中井貴一主演により、代表作の『國士無双』がリメイクされ、公開された。日本シナリオ作家協会に著作権を信託した物故会員である。

## 人物
自ら「ボボ伊勢」と称するほど好色漢で、「三度の飯を二度抜いても女買いを楽しみたい」というほどだったが、日活で浪人の身だったころは思うに任せず、シナリオの稿料を稼ごうと机に向かっても「煩悩がからだじゅうにはびこって混乱するんや」と、よく稲垣浩にボヤていたという。
30半ばで独身では無理からぬと稲垣が一晩くらいの金なら都合しようと申し出ると、「女を抱かんでも死にはせんから」とこれを断った。数日後、「気が散るのは懐中時計がうるさいからじゃ」とこれを質に入れた。すると今度はこれが無いのが気になりだしてまたボヤく、こういうくだらない話を、稲垣によると重大事件のように四国弁で物語る独特の話術を伊勢野は持っていた。
伊勢野は同郷の松山出身で、中学校の先輩である映画監督伊藤大輔を頼って訪ねた際、「なにかわしに書けるようなネタはないかのう」と話したところ、伊藤は長年構想しながら物にならなかった映画の筋書きを語って聞かせた。それは「剣道の名門がある日道場破りに敗れてしまう。道場を明け渡した道場主は修行の旅に出る。恋も捨て3年山籠りし、再挑戦するがまた負け、再び旅に出る」というものだった。
「名門に挑戦する」というシチュエーションは伊藤監督が『大岡政談第一篇』で「丹下左膳」を一躍人気者としていて、この宿題をもらった伊勢野は道場荒らしの方に興味を持ち『贋物』というシナリオを書きあげた。稲垣によると、「ボボ伊勢が女や時計のことを忘れてまとめた最初のものだった」という。「二人の小悪党が放浪者を伊勢伊勢守に仕立て上げ、小悪党から教えられるまま無心に戦った偽物が本物に勝ち続けてしまう」というこの物語を伊丹万作が高く買って、麻雀流行の時世ということで題名を『國士無双』と伊丹が改めて映画化、これがベストテンに入って、無名の伊勢野は一躍映画界の脚光を浴びた。
『足軽出世譚』も伊藤監督の原案で、『國士無双』と稲垣の『小市丹兵衛』と合わせ、稲垣はこの三本が伊勢野の代表作だろうと語っている。『小市丹兵衛』主演の大河内伝次郎はこの「小市丹兵衛」という役名が「お俊伝兵衛や夕霧伊佐衛門のように色気がありますね」といたく気に入り、これを題名にさせている。
稲垣は伊勢野の作風について、「大作とか力作というような重量感はないけれど、どこか芥川龍之介の作品に似た品位と哲学があった。彼が日活という優位な場所を去って大都映画に転じたのは、東京へ出るなら思いきりのシナリオが書けるだろうと思ったのだろうが、講談や浪曲の映画化で大衆の支持を受けていた大都映画のなかで、伊勢やんの作品が高く評価されるはずはなかった」と語っている。
日活から移籍後、まもなく伊勢野は映画界から疎遠となったが、戦後たびたび故郷松山から稲垣のもとへシナリオを送ってきた。どれも今日（当時）の作家の書けない面白い作品だったというが、淡々とした作風は今日の映画界とは縁遠いものでもあったという。愛妻の大山デブ子について、稲垣は「家庭に入った彼女は良妻賢母の鏡だと聞いた」と述べている。

## フィルモグラフィ

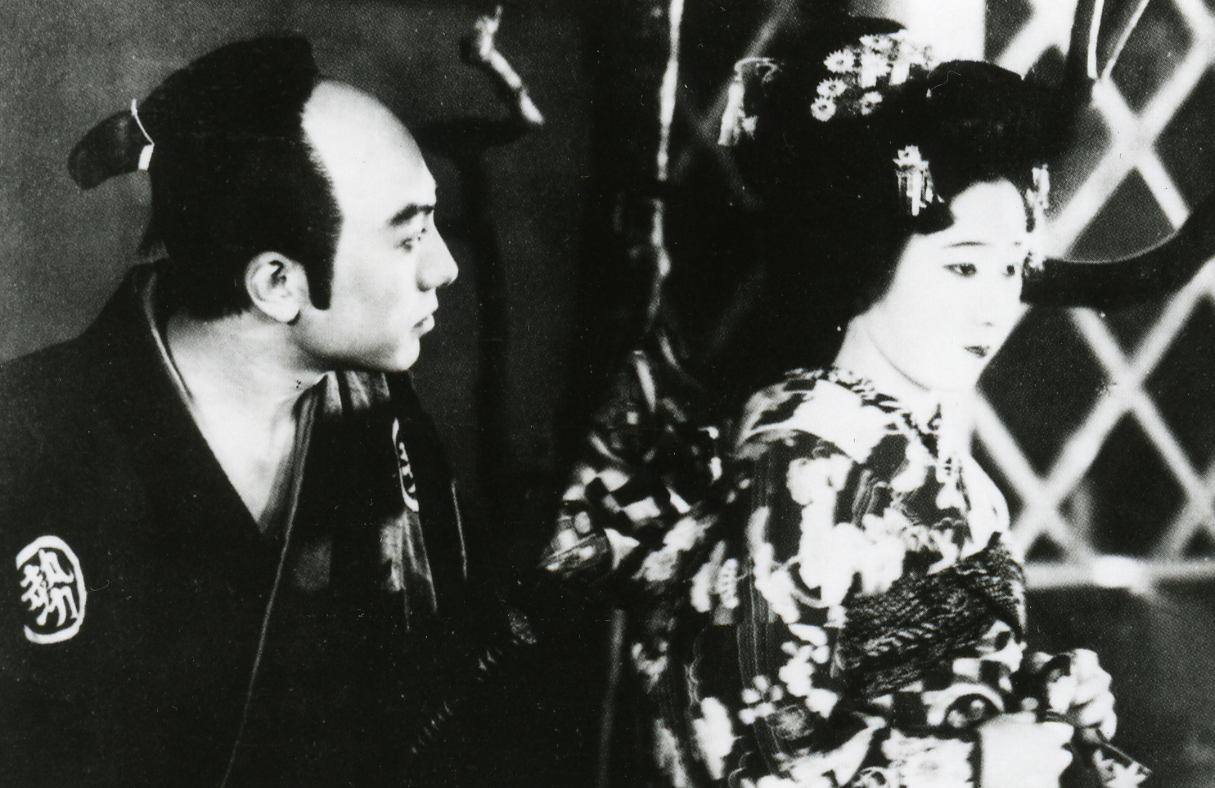
『國士無双』（1932年）のスチル写真。左・片岡千恵蔵、右・山田五十鈴。

特筆以外すべてクレジットは「脚本」である。公開日の右側には特筆する職能のクレジット、および東京国立近代美術館フィルムセンター（NFC）所蔵等の上映用プリントの現存状況についても記す。同センター等に所蔵されていないものは、とくに1940年代以前の作品についてはほぼ現存しないフィルムである。

### 片岡千恵蔵プロダクション
すべて製作は「片岡千恵蔵プロダクション」、特筆以外すべて配給は「日活」である。特筆以外いずれもサイレント映画である。
- 『國士無双』 : 監督伊丹万作、主演片岡千恵蔵、1932年1月14日公開 - 原作・脚本[5][7]）、21分尺で現存（NFC所蔵[7]）
- 『足軽出世譚』 : 監督・脚本山中貞雄、主演片岡千恵蔵、サウンド版、1934年7月12日公開 - 原作[5]
- 『三ッ角段平 股旅新八景』 : 監督振津嵐峡、原作長谷川伸、主演片岡千恵蔵、配給新興キネマ、トーキー、1935年8月31日公開

### 日活京都撮影所
特筆以外すべて製作は「日活京都撮影所」、すべて配給は「日活」である。いずれもトーキーである。
- 『極楽武勇伝』 : 監督久見田喬二、脚本組田松尾、主演高勢実乗・鳥羽陽之助、1936年1月24日公開 - 原作[5]
- 『お嬢さん浪人』（『お嬢さんと浪人』[5]） : 監督辻吉朗、潤色鳥居勇吉、製作太秦発声映画、主演大城竜太郎・深水藤子、1937年1月28日公開 - 原作・脚本[5]
- 『小市丹兵衛 追いつ追はれつの巻』 : 監督稲垣浩、主演大河内傳次郎、1937年1月31日公開 - 原作・脚本（稲垣浩と共同脚本）[5]
- 『薫風一騎』 : 監督菅沼完二、脚本宮元四郎、主演尾上菊太郎、1937年7月8日公開 - 原作[5]

### 大都映画

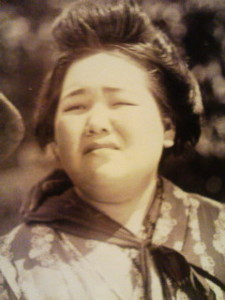
大都映画時代の妻・大山デブ子。伊勢野の脚本作にも出演した。

すべて製作・配給は「大都映画」である。いずれもトーキーである。
- 『いろはの左近捕物帳第一話 怪異雛人形』 : 監督益田晴夫、原作角田喜久雄、主演杉山昌三久、1940年1月5日公開
- 『いろはの左近捕物帳第二話 夜光珠狂乱』 : 監督大伴竜三、脚本水木栄一、主演杉山昌三久、1940年1月20日公開 - 原作
- 『青春万才』 : 監督八代毅、原作阿木翁助、主演津島慶一郎、1940年2月8日公開
- 『僕の花嫁』 : 監督和田敏三、原作鹿島孝二、主演津島慶一郎、1940年3月7日公開
- 『花に競ひて長兵衛売出す』 : 監督中島宝三、主演阿部九州男、1940年4月3日公開 - 原作・脚本
- 『こゝろ妻 前篇』 : 監督吉村操、原作藤沢桓夫、主演津島慶一郎・琴糸路、1940年4月3日公開
- 『こゝろ妻 後篇』 : 監督吉村操、原作藤沢桓夫、主演津島慶一郎・琴糸路、1940年4月18日公開
- 『いろはの左近捕物帳第三話 名剣受難』 : 監督弥刀研二、主演杉山昌三久、1940年4月25日公開 - 原作・脚本
- 『突貫令嬢』 : 監督・脚本益田晴夫、潤色宇佐美彪、主演津島慶一郎、1940年5月15日公開 - 原作
- 『日本巌窟王 前篇』 : 監督佐伯幸三、原作前田曙山、主演本郷秀雄、1940年5月30日公開
- 『日本巌窟王 後篇』 : 監督中島宝三、原作前田曙山、主演本郷秀雄、1940年5月30日公開
- 『木曾路八宿』 : 監督後藤昌信、主演大乗寺八郎、1940年8月29日公開 - 原作・脚本

### 戦後
戦後に単発的に携わった脚本、あるいは過去作を原作とした、テレビ映画を含めた作品群である。
- 『青空大名』 : 監督萩原遼、主演片岡千恵蔵、製作東映京都撮影所、配給東映、1953年9月15日公開 - 結束信二と共同脚本
- 『たたかれ浪人』 : 監督不明、脚本神田典之・関口温、日本放送協会、テレビ映画、1958年8月29日放映 - 原作
- 『侍』（第28回/最終回『國士無双』 : 監督小川秀夫、脚本丸根賛太郎、フジテレビジョン、テレビ映画、1961年5月14日放映 - 原作
- 『国士無双』 : 監督中山尭、脚本石山透、日本放送協会、テレビ映画、1961年12月16日放映 - 原作
- 『あべこべ道中』 : 監督河野寿一、脚本加藤泰・瓜生忠夫、主演東千代之介、製作東映京都撮影所、配給東映、1962年5月9日公開 - 原作（『國士無双』[24]）
- 『剣』第17回『珍説天保水滸伝』 : 監督篠田正浩、C.A.L/日本テレビ放送網、テレビ映画、1967年8月7日放映 - 橋本忍と共同脚本
- 『旅がらすくれないお仙』第2回『くれないに燃えたの』 : 監督河野寿一、東映京都テレビプロダクション/NET、テレビ映画、1968年10月13日放映 - 結束信二と共同脚本
- 『国士無双』 : 監督保坂延彦、脚本菊島隆三、主演中井貴一、製作・配給サンレニティ、1986年10月25日公開 - 原作（没後）